# Madonna della Pace (Pinturicchio)
La Madonna della Pace è un dipinto a olio su tavola (143x70 cm) di Pinturicchio, databile al 1490 circa e conservato nella Pinacoteca civica Tacchi-Venturi di San Severino Marche.

## Storia
L'opera, tra le poche ritenute interamente autografe del Pinturicchio in questa fase artistica della prima maturità, venne donata da Liberato Bartelli al Duomo di San Severino Marche. L'uomo, originario di quella città, era protonotaro apostolico e canonico di Santa Maria in Trastevere a Roma e alla fine del 1488 era stato nominato priore della chiesa di San Severino Marche. Verosimilmente in quell'occasione dovette commissionare la pala al Pinturicchio, pittore di spicco della nuova generazione di artisti attiva a Roma in quel periodo, che venne consegnata probabilmente verso il 1490. 

## Descrizione e stile

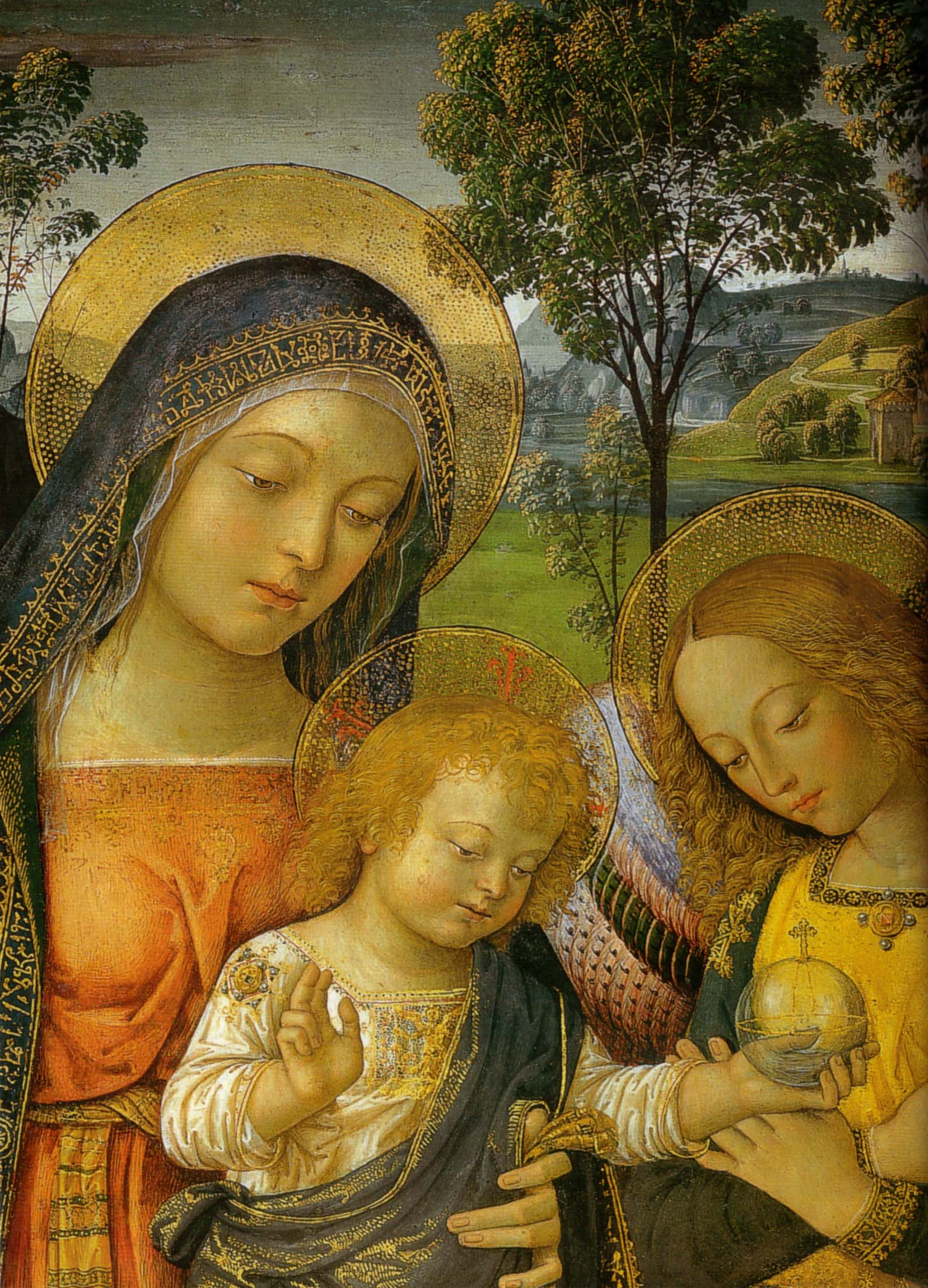
Dettaglio

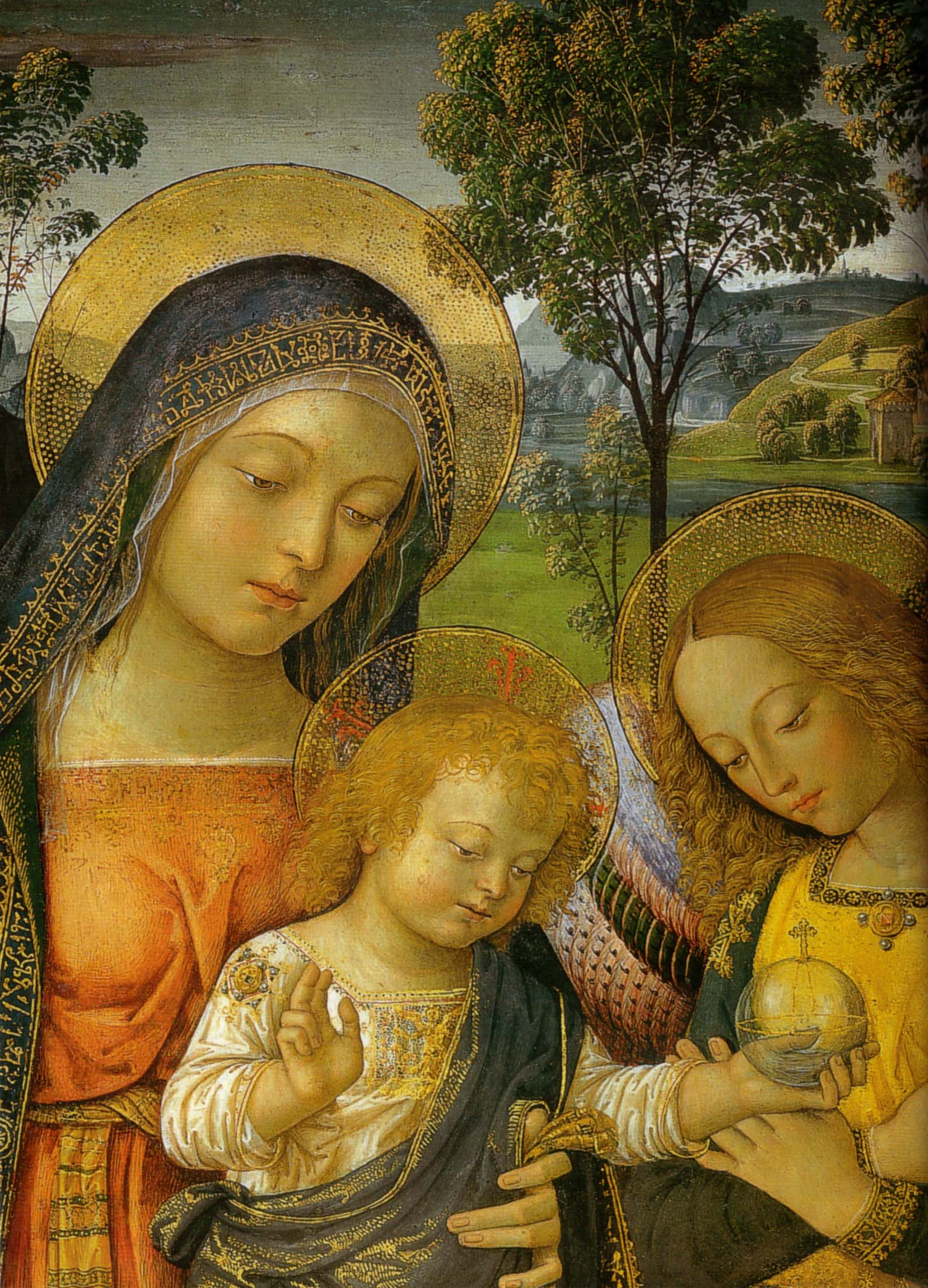
Particolare del dipinto

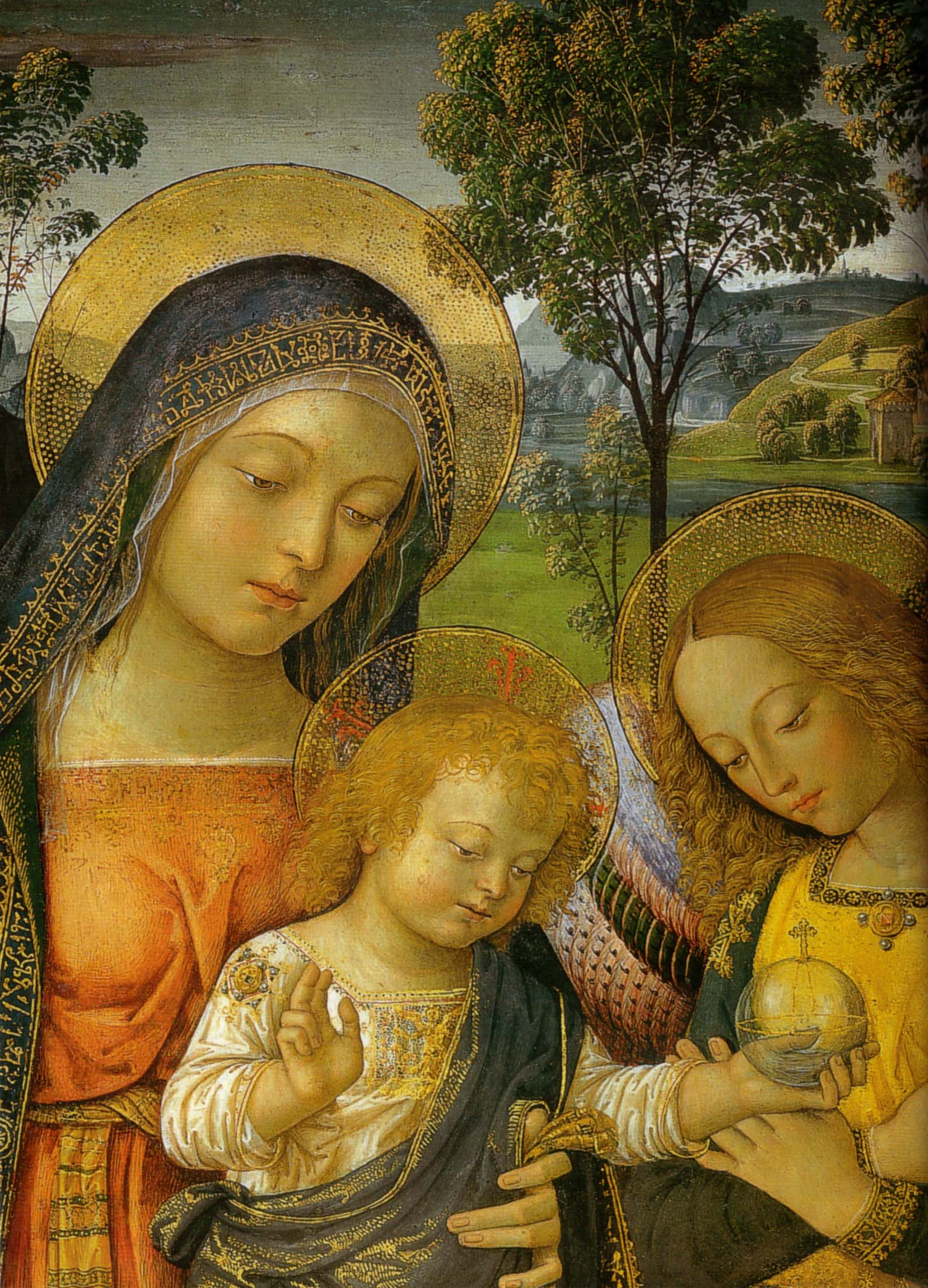
Particolare del dipinto

Il dipinto, apprezzato dalla quasi unanimità dei critici, mostra la Madonna seduta col Bambino in grembo, che tiene nella mano sinistra il globo simbolo del suo potere sulla Terra e con la destra benedice il committente inginocchiato, rappresentato di profilo con un'attenzione epidermica al dettaglio fisiognomico analitico (le rughe, le vene sulla fronte, la consistenza della pelle rilassata), che rivela uno studio della pittura fiamminga. Il Bambino non è seminudo come nelle coeve rappresentazioni umbre o toscane, ma ha la veste da piccolo redentore, con una ricchissima dalmatica e un pallio che vennero forse visti nei mosaici bizantini a Roma. 
Ai lati due angeli catturano e direzionano lo sguardo dello spettatore: uno lo guarda direttamente (il cosiddetto ruolo del "festaiuolo", preso a prestito dalle sacre rappresentazioni del teatro rinascimentale) e l'altro reclina la testa verso il gesto benedicente. I volti sono di una bellezza ideale, rarefatta, con una studiata inclinazione delle teste e dei gesti. I panneggi sono meticolosamente delicati e ricchi di decorazioni eseguite in punta di pennello, come la veste del Bambino che presenta un ricamo perfettamente riprodotto sul petto e bagliori dei riflessi delle perle incastonate sulla manica. 
Lo sfondo ha la dolcezza del paesaggio umbro, con colline punteggiate dalla presenza umana che, tra alberi esili e frondosi, sfumano dolcemente in lontananza schiarite dalla foschia, mentre a sinistra si vede un arco naturale roccioso, tipica invenzione fantastica dell'autore, reminiscente forse dalla scuola ferrarese. Sotto di esso passano alcuni cavalieri e fanti armati, forse un'allusione all'esercito di Erode e alla strage degli Innocenti. 
Le figure in primo piano sono monumentali e plastiche, memori della lezione dei fiorentini e di Antoniazzo Romano, e risplendono nei colori sgargianti e nella profusione di finimenti d'oro. Le aureole ad esempio sono composte da puntolini d'oro che risplendono diffusamente creando un vibrante pulviscolo luminoso, che accende la sostanza pittorica come in un'elaborata filigrana d'orefice. Lumeggiature dorate, oltre che negli abiti, si trovano anche nei capelli dei personaggi e nel paesaggio, soprattutto sulle foglie della vegetazione. 
La lunetta mostra l'Eterno benedicente entro una mandorla di angioletti, riprendendo uno schema del Perugino.

## Derivazioni
Dal prototipo della Madonna di San Severino, di qualità eccelsa, derivano altre Madonne considerate sempre autografe ma più semplici, come la Madonna col Bambino leggente (North Carolina Museum of Art di Raleigh), la Madonna col Bambino scrivente (Philadelphia Museum of Art), databili tra il 1494 e il 1498. Altre Madonne, come quella nella collezione Kress della National Gallery di Washington, sono invece ritenute derivazioni di bottega.